# Sala de espera

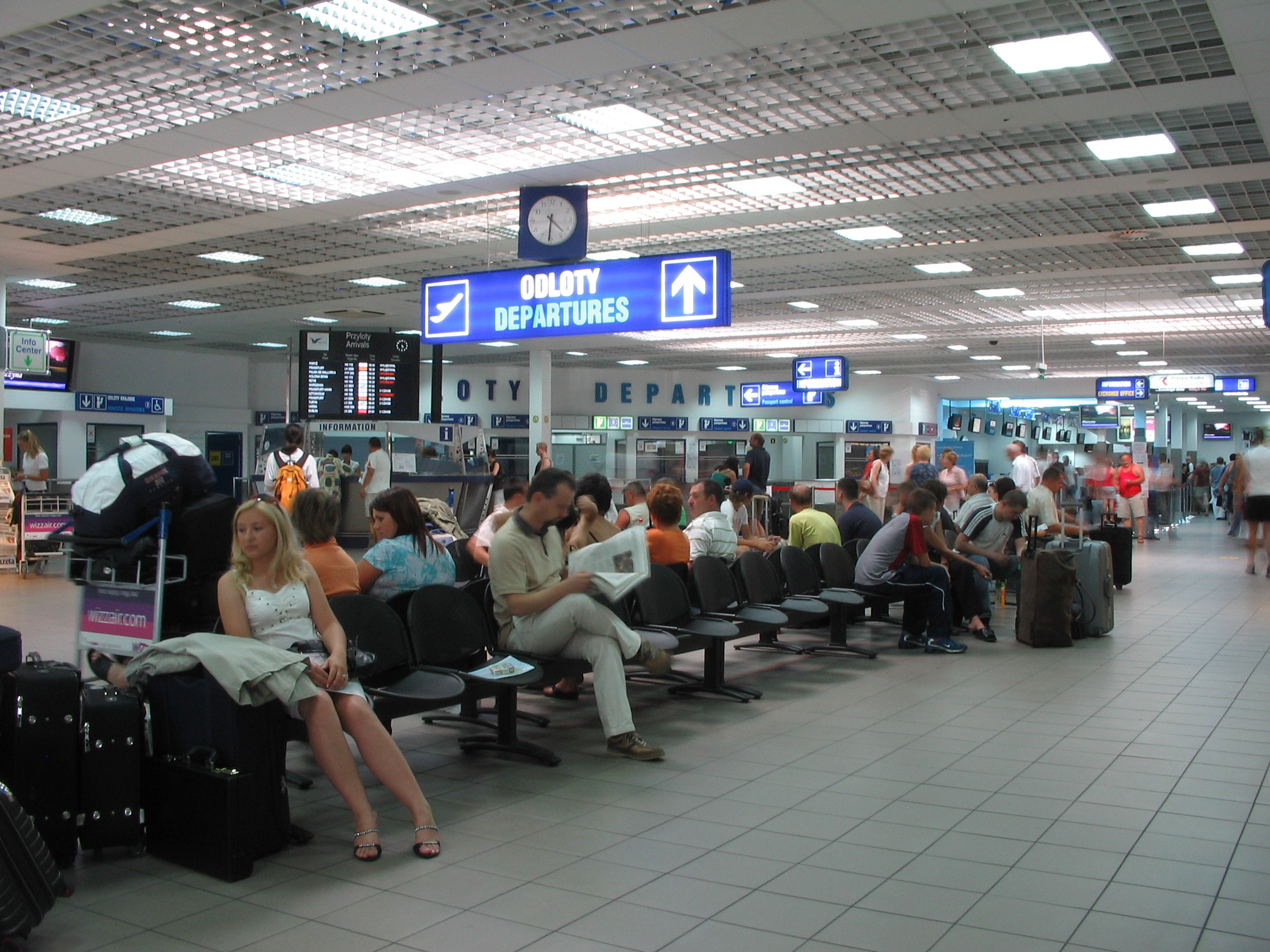
Sala de espera del Aeropuerto Internacional de Katowice

Una sala de espera es un edificio, o una parte de un edificio donde la gente se sienta hasta que el hecho que está esperando ocurre.
Hay generalmente dos tipos de sala de espera. 
- Una es aquella en la que los individuos se van de uno en uno, por ejemplo en una consulta médica o de cirugía o el exterior de la sala de profesores de una escuela.
- La otra es aquella en la que la gente se va en masa tal como ocurre en las estaciones de tren, las terminales de autobuses y los aeropuertos.

Estos dos ejemplos también destacan la diferencia entre las salas de espera en donde se pide al individuo que espere hasta que llegue su turno (sala de espera privada) y las salas de espera en las que uno puede entrar y salir a voluntad (sala de espera pública).

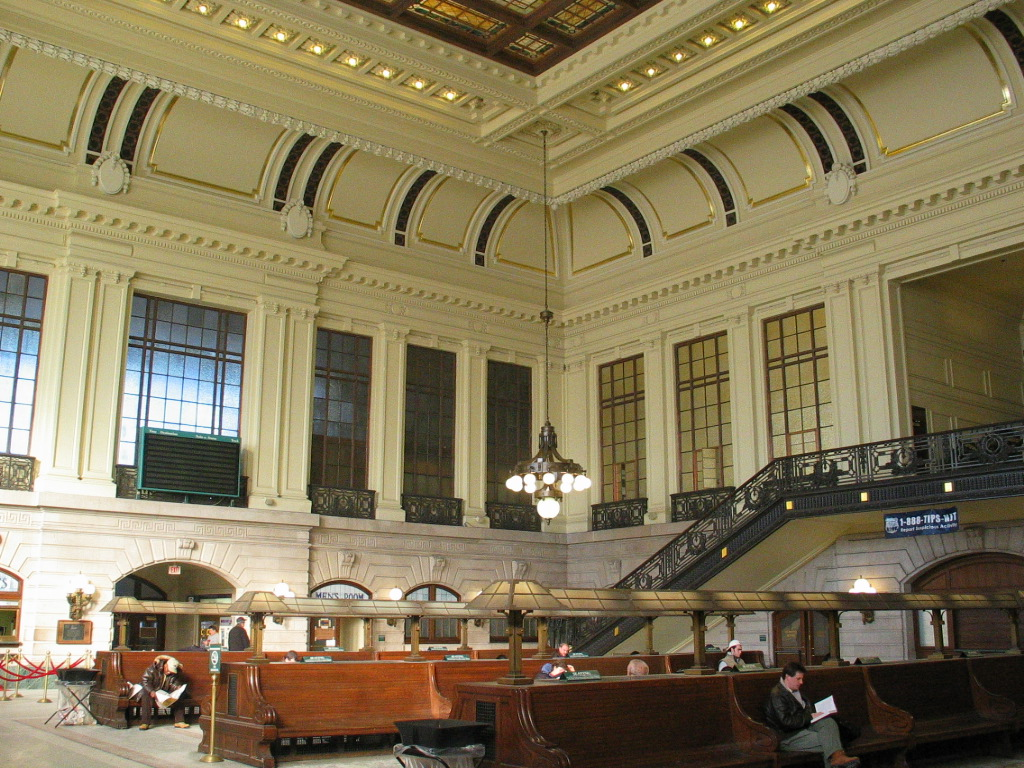
Sala de espera de la estación de Hoboken.

La mayoría de las salas de espera contienen asientos para la gente de modo que no tengan que permanecer de pie. Las salas privadas solían disponer de libros y revistas para amenizar la espera a los asistentes hasta principios del siglo XXI, cuando la cultura impresa empezó a retroceder con la generalización de dispositivos de lectura digitales como teléfonos móviles inteligentes y tabletas. En las salas de espera públicas no es infrecuente encontrar máquinas expendedoras así como paneles informativos sobre los tiempos de salida y llegada de los diferentes transportes. Algunas tienen así mismo aseos adyacentes. Los largos tiempos de espera han impulsado la instalación de elementos recreativos junto a las salas de aeropuertos o estaciones: juegos para niños, televisiones de plasma e, incluso, algunos servicios como masajes o manicura.
En algunos países en los aeropuertos y las estaciones de ferrocarril existen salas de espera VIP para aquellos que han pagado una tarifa especial o poseen una determinada tarjeta de fidelización. Estas estarán menos masificadas, tendrán menos asientos y ofrecerán servicios adicionales como café gratuito, prensa diaria, etc.

## En la cultura popular
Las películas Breve encuentro y La terminal utilizan salas de espera como platós durante gran parte de su metraje. Se utilizan en otros ámbitos artísticos para simbolizar la espera en sentido general, la transición en la vida y para escenas de naturaleza romántica o triste.

## Galería

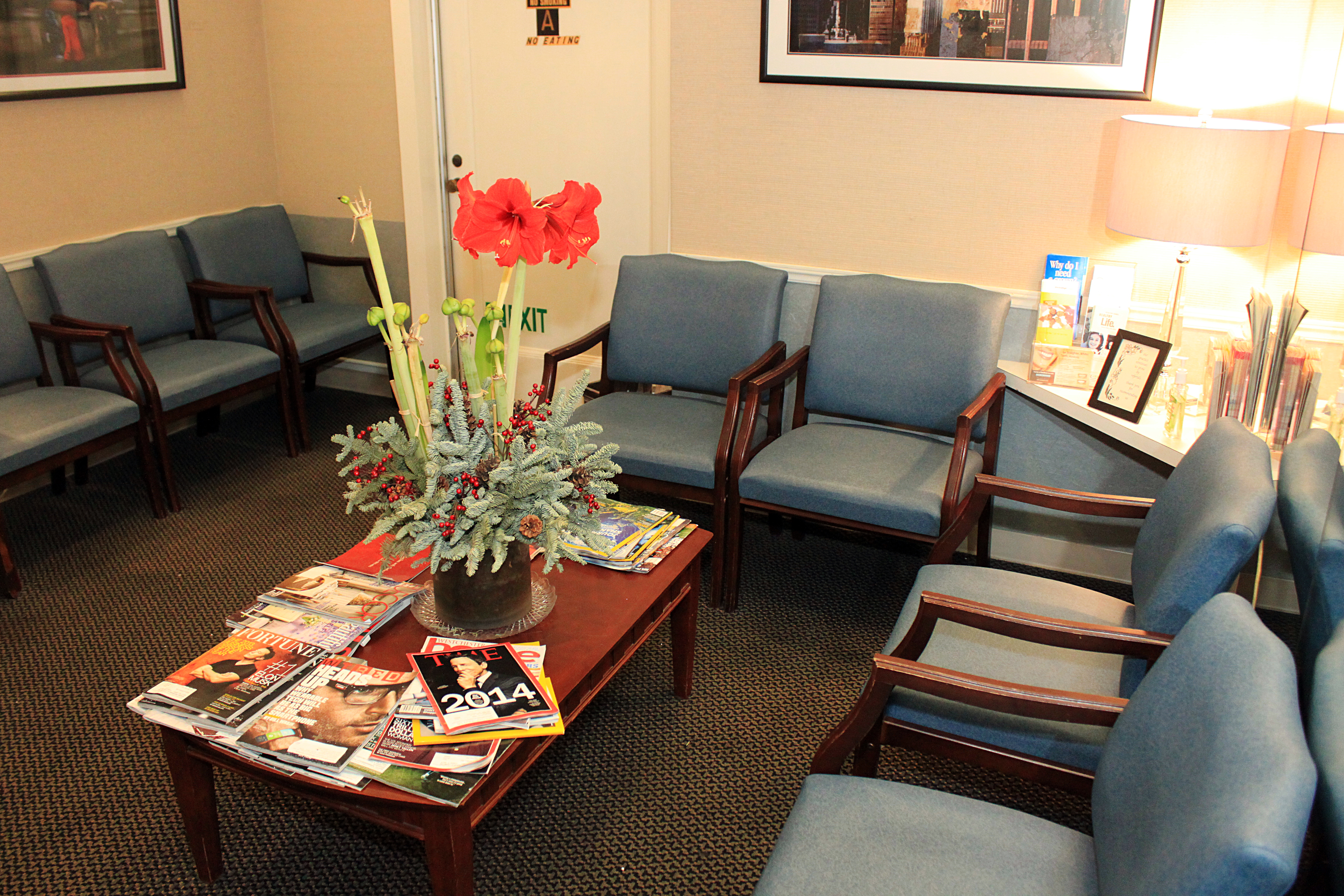
Sala de espera en una consulta médica, 2014
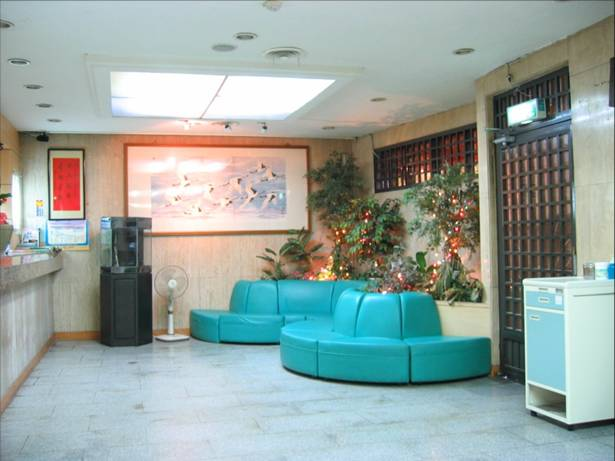
Sala de espera en el Chung Cheng Hospital
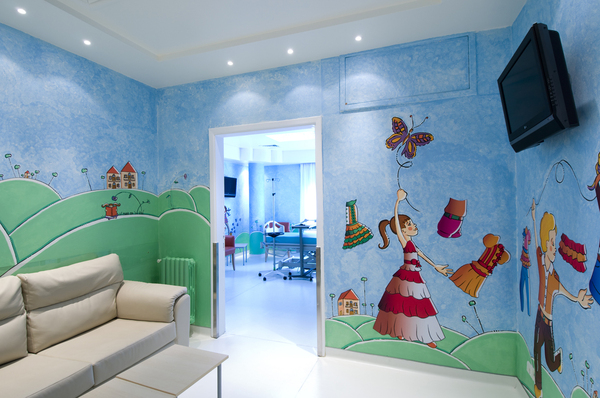
Sala de espera para niños
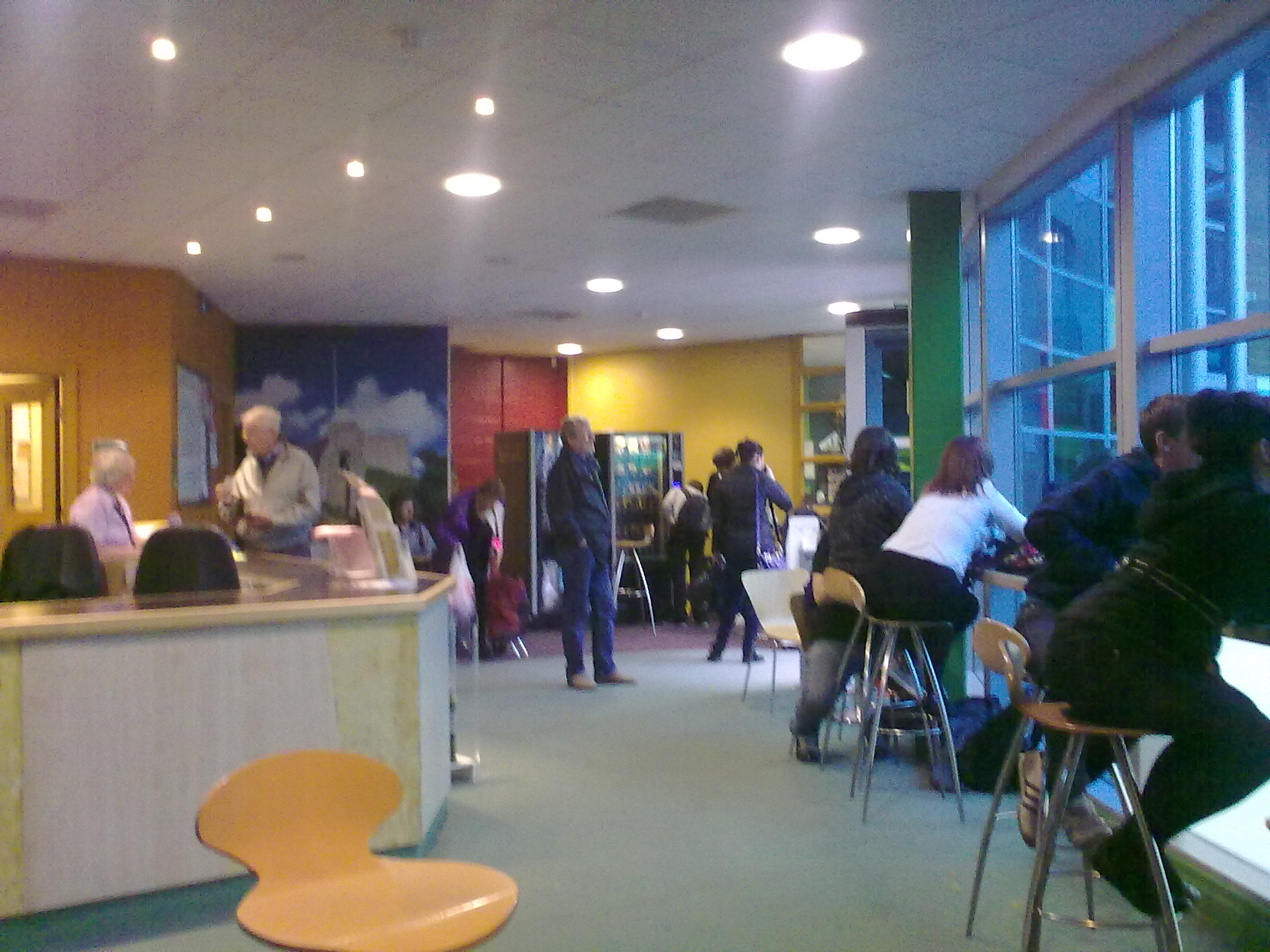
Sala de espera en una estación de autobús británica, 2010
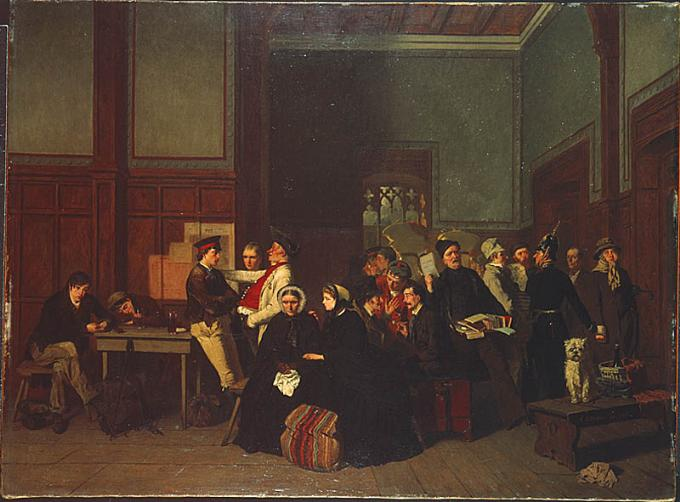
Sala de espera para la tercera clase, en una estación de ferrocarril sueca (1865)